# Be your wings/FRIENDSHIP/Wait for you
「Be your wings/FRIENDSHIP/Wait for you」（ビー・ユア・ウイングス/フレンドシップ/ウェイト・フォー・ユー）は、日本の音楽ユニット・GIRL NEXT DOORの6作目のシングル。

## 概要
- 前作「Infinity」から2か月ぶりにして、初のトリプルA面シングル[1][2]。
- 表題1曲目はゲームソフト『テイルズ オブ バーサス』のテーマソングに[1][3][4]、表題2曲目はフジテレビ系列『HEY!HEY!HEY! MUSIC CHAMP』のエンディングテーマ及び日本コカ・コーラ『Happy Music キャンペーン』のCMソングに、表題3曲目はNHK総合『Jリーグ中継』のテーマソングにそれぞれ使用された[注 1][1][2][5]。
- ジャケットが異なるCD+DVD規格とCD規格の2形態で発売され、CD+DVD規格のDVDには表題曲のミュージック・ビデオと、『テイルズ オブ バーサス』のオープニングアニメーションムービーが収録された[2]。
- オリコンチャートデイリー3位[2]、初登場4位を獲得。6作連続でトップ5入りを果たした。

## 収録曲
| 全作曲: 鈴木大輔。 |                                      |                  |            |                         |                      |      |
| #                  | タイトル                             | 作詞             | 作曲・編曲 | 編曲                    | リミックス           | 時間 |
| 1.                 | 「Be your wings」                    | 千紗 & Kenn Kato | 鈴木大輔   | GIRL NEXT DOOR & 渡辺徹 |                      | 4:06 |
| 2.                 | 「FRIENDSHIP」                       | 千紗 & Kenn Kato | 鈴木大輔   | GIRL NEXT DOOR & 渡辺徹 |                      | 4:21 |
| 3.                 | 「Wait for you」                     | 千紗 & Kenn Kato | 鈴木大輔   | GIRL NEXT DOOR & 渡辺徹 |                      | 4:07 |
| 4.                 | 「情熱の代償 (Ferry Corsten Remix)」 | 千紗 & Kenn Kato | 鈴木大輔   |                         | フェリー・コーステン | 7:26 |
| 5.                 | 「Be your wings (Instrumental)」     |                  | 鈴木大輔   | GIRL NEXT DOOR & 渡辺徹 |                      | 4:06 |

### 解説
1. Be your wings
鈴木大輔がおぼろげにあったデモから選曲して完成させたマイナーコードの楽曲。鈴木曰く「『テイルズ オブ シリーズ』のタイアップをかつて経験していたからこそ、イメージを固めるのが容易だった」という[注 2]。歌詞は千紗が仮で書いていた「1人じゃ生きていけない。仲間がいて強くなれる。」というテーマが『テイルズ オブ バーサス』のイメージと偶然一致したため、それをベースにブラッシュアップしたという[6]。
ミュージック・ビデオにはモーション・コントロール・カメラが使用され、千紗が泥棒、鈴木と井上裕治が警察に扮して撮影された[6]。
2. FRIENDSHIP
2008年7月17日にSHIBUYA-AXにて開催されたお披露目ライブ『GIRL NEXT DOOR デビューライブ』で披露されていた楽曲[7][8]。歌詞は千紗曰く「大阪でダンサーとして修業をしていた頃の仲間との夏の思い出を日記のように綴った」とのこと[6]。
3. Wait for you
前曲同様、メジャーデビュー当時には既に制作されていた楽曲。千紗によると歌詞に登場する主人公の女の子と彼の関係は、友達以上恋人未満で、彼が振り向いてくれるまで待つ一途な女の子の気持ちを書いたという[6]。
4. 情熱の代償 (Ferry Corsten Remix)
両A面からなる、3rdシングルの表題1曲目のリミックスバージョン。
5. Be your wings (Instrumental)
表題1曲目のインストゥルメンタルバージョン。

## 参加ミュージシャン
GIRL NEXT DOOR
- 千紗：Vocal
- 鈴木大輔：Keyboards
- 井上裕治：Guitar

## タイアップ
- バンダイナムコゲームス製PlayStation Portable専用ゲームソフト『テイルズ オブ バーサス』テーマソング (#1)
- フジテレビ系列音楽バラエティ番組『HEY!HEY!HEY! MUSIC CHAMP』2009年8,9月度エンディングテーマ (#2)
- 日本コカ・コーラ『Happy Music キャンペーン』CMソング (#2)
- NHK総合スポーツ中継番組『Jリーグ中継』テーマソング (#3)

## 収録アルバム
- NEXT FUTURE (#1,2)
- SINGLE COLLECTION (#1)
- girl next door THE LAST (#1〜4)
- テイルズ オブ バーサス オリジナル サウンドトラック (#1)
- あにこん! the beginning (#1)